# Xã Demun, Quận Randolph, Arkansas
Xã Demun (tiếng Anh: Demun Township) là một xã thuộc quận Randolph, tiểu bang Arkansas, Hoa Kỳ. Năm 2010, dân số của xã này là 8.191 người.